# Comuna de Spytkowice
Spytkowice (polaco: Gmina Spytkowice) é uma gminy (comuna) na Polónia, na voivodia de Pequena Polónia e no condado de Wadowicki. A sede do condado é a cidade de Spytkowice.
De acordo com os censos de 2004, a comuna tem 9282 habitantes, com uma densidade 197,4 hab/km².

## Área
Estende-se por uma área de 47,03 km², incluindo:
- área agricola: 71%
- área florestal: 10%

## Demografia
Dados de 30 de Junho 2004:
|                      | Total   | Total | Mulheres | Mulheres | Homens  | Homens |
| -------------------- | ------- | ----- | -------- | -------- | ------- | ------ |
|                      | pessoas | %     | pessoas  | %        | pessoas | %      |
| População            | 9282    | 100   | 4750     | 51,2     | 4532    | 48,8   |
| Densidade (pop./km²) | 197,4   | 100   | 101      | 101      | 96,4    | 96,4   |

De acordo com dados de 2002, o rendimento médio per capita ascendia a 1269,18 zł.

## Comunas vizinhas
- Alwernia, Brzeźnica, Czernichów, Tomice, Zator